# Municipio de Silistra
El municipio de Silistra (búlgaro: Община Силистра) es un municipio búlgaro perteneciente a la provincia de Silistra.
En 2011 tiene 51 386 habitantes, el 79,22% búlgaros, el 12,18% turcos y el 1,75% gitanos. Dos terceras partes de la población municipal viven en la ciudad de Silistra, que es capital del municipio y de la provincia.
Se ubica en el norte de la provincia y su término municipal es fronterizo con Rumania.

## Localidades
| Localidad            | Cirílico             | Población (diciembre de 2009) |
| -------------------- | -------------------- | ----------------------------- |
| Silistra             | Силистра             | 37 837                        |
| Aydemir              | Айдемир              | 6655                          |
| Babuk                | Бабук                | 580                           |
| Bogorovo             | Богорово             | 82                            |
| Bradvari             | Брадвари             | 1022                          |
| Balgarka             | Българка             | 150                           |
| Glavan               | Главан               | 104                           |
| Kazimir              | Казимир              | 138                           |
| Kalipetrovo          | Калипетрово          | 4592                          |
| Polkovnik Lambrinovo | Полковник Ламбриново | 109                           |
| Popkralevo           | Попкралево           | 83                            |
| Profesor Ishirkovo   | Професор Иширково    | 1171                          |
| Smilets              | Смилец               | 439                           |
| Sratsimir            | Срацимир             | 327                           |
| Srebarna             | Сребърна             | 689                           |
| Sarpovo              | Сърпово              | 56                            |
| Tsenovich            | Ценович              | 53                            |
| Vetren               | Ветрен               | 217                           |
| Yordanovo            | Йорданово            | 581                           |
| Total                |                      | 54 885                        |